# Reläxx
Reläxx war ein wöchentliches Kinder- und Jugendmagazin, das von 1997 bis 2008 im KiKA als Erstausstrahlung lief. Zwischen 1997 und 2006 wurde es von der UFA Entertainment GmbH, seit 2007 von der vision X Film- und Fernsehproduktion GmbH im Auftrag des rbb produziert.

## Die Sendung
Reläxx war ein Freizeitmagazin für Kinder und Jugendliche. Jede Sendung dauerte 20 Minuten (vorher 15 Minuten) und hatte einen bestimmten Themenschwerpunkt. Das Themenspektrum war sehr umfangreich, so wurden neben Hintergrundberichten, etwa von Festivals wie der Berlinale, auch Porträts über junge Schauspieler oder Reportagen über besondere Sportarten gezeigt. Neben „Fänn-Kursen“ und „Äxxclusiv“-Beiträgen ging es auch regelmäßig um die zwei etwas eigenwilligen Personen Professor Dr. Marcowitsch (gespielt von Langebeck selbst) und M.C. Matzke (gespielt von Kathrin Freihube, geb. Matzke, die in der Rolle dieser von ihr 1993 entwickelten Figur bereits in den letzten Sendungen der Jugendsendung Elf 99 auftrat), die die Sendung durch Comedy auflockern.
Das Trendmagazin präsentierte sich seit der 500. Sendung im September 2007 mit neuem Design und im Breitbildformat 16:9. Ebenso wurde der Frankie-Goes-to-Hollywood-Titelsong Relax durch Mikas Relax, Take It Easy ersetzt. Eine Labrador-Hündin namens Mäxx war seit dem Relaunch mit im Studio.
Seit 2009 wird die Sendung nicht mehr ausgestrahlt.

## Auszeichnungen
Die Sendung erhielt viermal den Goldenen Spatz. Beim Goldenen Spatz 2008 wurde Reläxx als bestes Unterhaltungsprogramm ausgezeichnet. Schon 1999 erhielt die Sendung in der Kategorie Unterhaltung den Preis. Karsten Blumenthal erhielt im selben Jahr den Spezialpreis für besondere Einzelleistung/Innovation sowie den Moderatorenpreis. Mit diesem wurde er 2001 erneut ausgezeichnet.